# Hydnellum
Hydnellum es un género de hongos basidiomicetos del orden Thelephorales. El género tiene una amplia distribución en el hemisferio norte y contiene alrededor de 40 especies.
Son hongos de ecología micorrízica; se encuentran generalmente en bosques mixtos y coníferas. Suelen crecer en los troncos de árboles de bosque o en los suelos con vegetación.
Se estima que especies de este género están en peligro de extinción, principalmente por la contaminación o cambios de componentes químicos en el ambiente, pero también por la tala de bosques.

## Especies

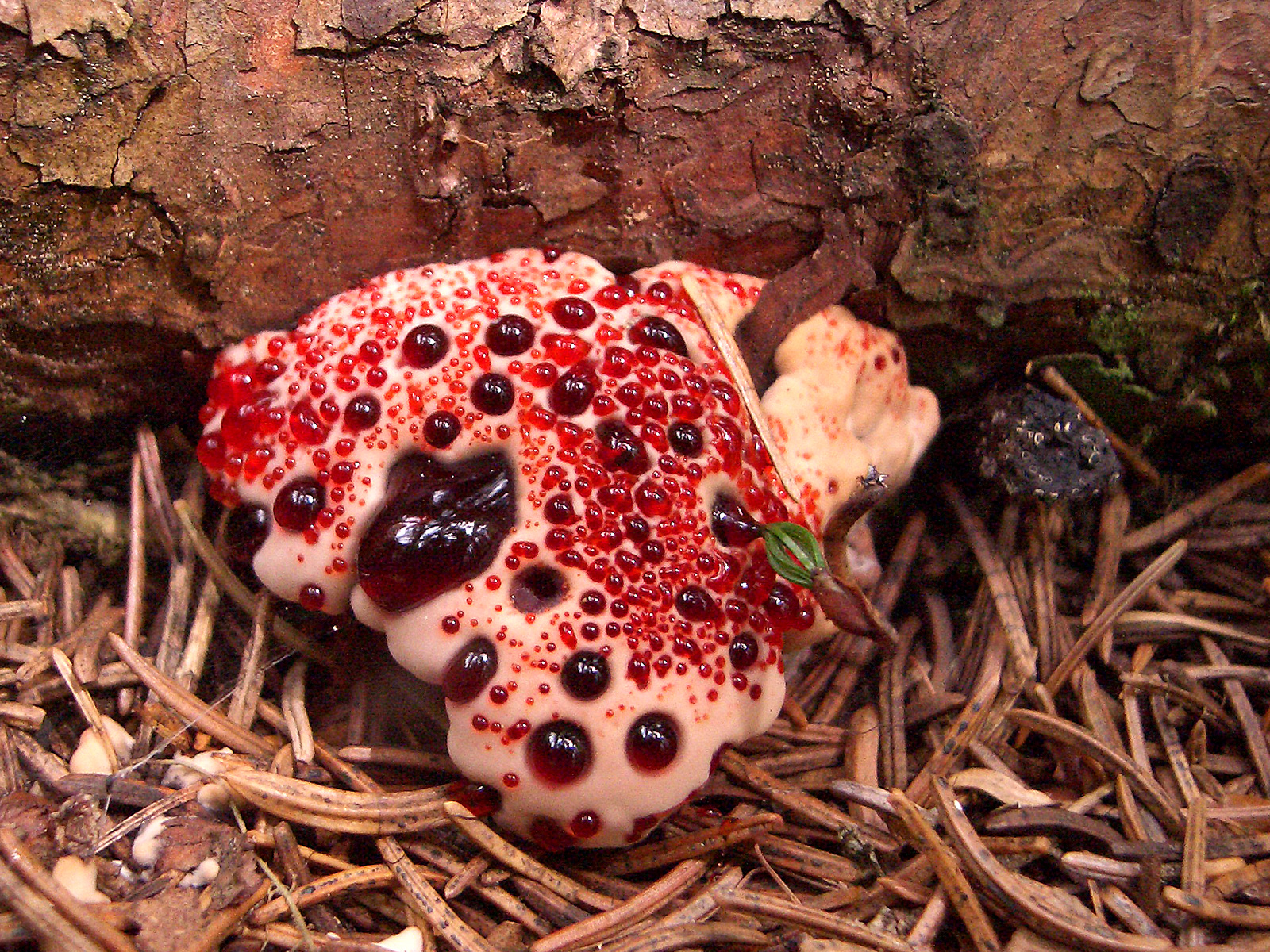
Hydnellum peckii.

A continuación se muestra las especies descritas y sus autores:
- Hydnellum aurantiacum (Batsch) P. Karst. 1879
- Hydnellum auratile (Britzelm.) Maas Geest. 1959
- Hydnellum caeruleum (Hornem.) P. Karst. 1879
- Hydnellum carbunculus Secr. ex Banker 1906
- Hydnellum chrysinum K.A. Harrison 1964
- Hydnellum coalitum Maas Geest. 1975
- Hydnellum compactum (Pers.) P. Karst. 1879
- Hydnellum complicatum Banker 1906
- Hydnellum concrescens (Pers.) Banker 1906
- Hydnellum conigenum (Peck) Banker 1906
- Hydnellum cristatum (Bres. ex G.F. Atk.) Stalpers 1993
- Hydnellum cruentum K.A. Harrison 1961
- Hydnellum crustulinum Maas Geest. 1971
- Hydnellum cumulatum K.A. Harrison 1964
- Hydnellum cyanodon K.A. Harrison 1964
- Hydnellum cyanopodium K.A. Harrison 1964
- Hydnellum dianthifolium Loizides, Arnolds & P.-A. Moreau 2016
- Hydnellum earlianum Banker 1906
- Hydnellum ferrugineum (Fr.) P. Karst. 1879
- Hydnellum floriforme (Schaeff.) Banker 1906
- Hydnellum fraudulentum Maas Geest. 1971
- Hydnellum frondosum K.A. Harrison 1961
- Hydnellum geogenium (Fr.) Banker 1913
- Hydnellum gracilipes (P. Karst.) P. Karst. 1879
- Hydnellum longidentatum Coker 1939
- Hydnellum mirabile (Fr.) P. Karst. 1879
- Hydnellum multiceps K.A. Harrison 1961
- Hydnellum nigellum K.A. Harrison 1964
- Hydnellum papuanum Maas Geest. 1971
- Hydnellum peckii Banker 1912
- Hydnellum regium K.A. Harrison 1964
- Hydnellum rickeri Banker 1913
- Hydnellum sanguinarium Banker 1906
- Hydnellum scleropodium K.A. Harrison 1964
- Hydnellum scrobiculatum (Fr.) P. Karst. 1879
- Hydnellum septentrionale K.A. Harrison 1964
- Hydnellum singeri Maas Geest. 1969
- Hydnellum spongiosipes (Peck) Pouzar 1960
- Hydnellum staurastrum Maas Geest. 1971
- Hydnellum suaveolens (Scop.) P. Karst. 1879
- Hydnellum subzonatum K.A. Harrison 1961
- Hydnellum tardum Maas Geest. 1975
- Hydnellum velutinum (Fr.) P. Karst. 1879